# مجوز ازدواج

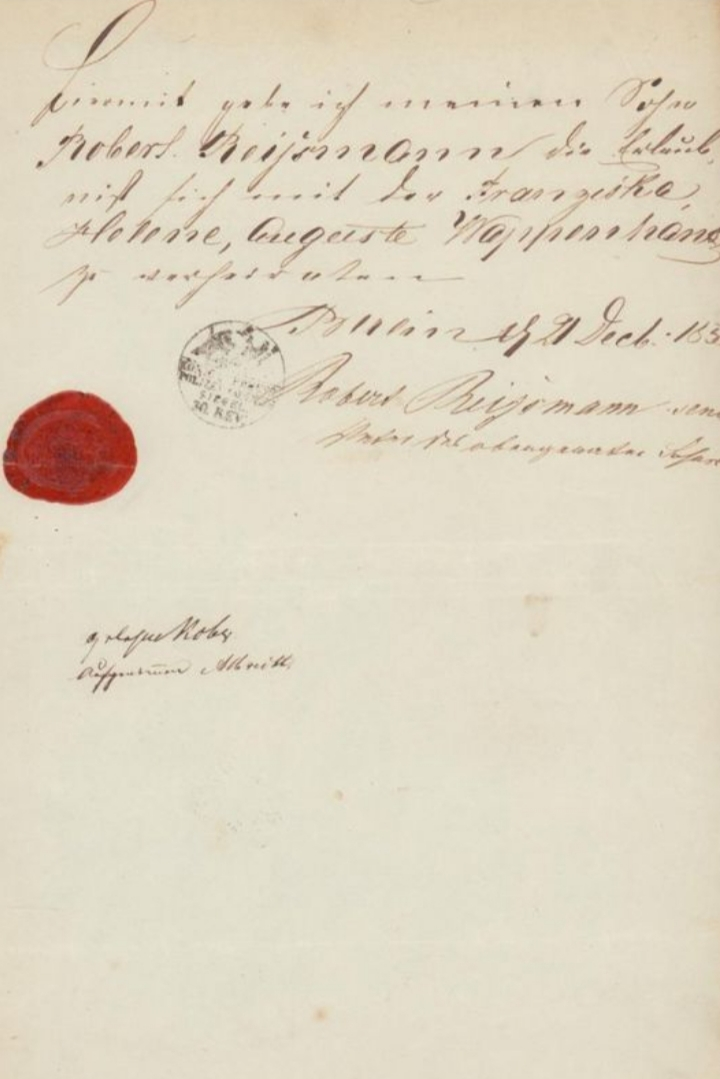
مجوز ازدواج در برلین سال 1858

مجوز ازدواج یا جواز ازدواج سندی است که توسط یک نهاد دینی یا مقام دولتی صادر می‌شود و به زوج اجازه ازدواج می‌دهد. روش اخذ مجوز در حوزه‌های قضایی متفاوت است و در طول زمان تغییر کرده‌است. صدور مجوز ازدواج در قرون وسطی آغاز شد تا اجازه ازدواجی را بدهد که تا پیش از این صورت غیرقانونی بود (مثلاً اگر مهلت لازم برای ازدواج داده نشده بود).
امروزه مجوز ازدواج در برخی از حوزه‌های قضایی یک الزام قانونی است و در صورت امضای زوجین و شاهد بودن ممکن است به عنوان سند خود ازدواج نیز باشد. در سایر حوزه‌های قضایی، نیازی به مجوز نیست. در برخی از حوزه‌های قضایی، برای ازدواج بدون مجوز می‌توان «عفو» گرفت و در برخی از حوزه‌های قضایی، ازدواج عرفی و ازدواج با زندگی مشترک و وکالت نیز به رسمیت شناخته شده‌است و این‌ها نیازی به مجوز ازدواج ندارند. همچنین در برخی از حوزه‌های قضایی اصلاً جواز ازدواج وجود ندارد و پس از انجام مراسم ازدواج به زوجین سند ازدواج (عقدنامه) داده می‌شود.